# Småkrös
Småkrös (Tremella indecorata) är en svampart som beskrevs av Søren Christian Sommerfelt 1826. 
Småkrös ingår i släktet Tremella och familjen Tremellaceae.  Arten är reproducerande i Sverige. Inga underarter finns listade i Catalogue of Life.